# Государственный переворот в Турции (1971)
Государственный переворот в Турции (1971) — события, связанные с военным вмешательством армейской элиты Турции, повлекшие за собой насильственную смену государственной власти и смещение премьер-министра страны Сулеймана Демиреля 12 марта 1971 года, занимавшего этот пост после выборов 1965 года. Традиционно в турецкой историографии он называется «военным меморандумом 12 марта» (тур. 12 Mart Muhtırası) или «меморандумным переворотом».

## Причины, предпосылки, идеологические условия
Переворот 1971 года в Турции прошёл в целом более спокойно, чем предыдущий акт насильственной смены государственной власти в 1960 году, несмотря на то, что общая ситуация в стране была гораздо более напряжённой и взрывоопасной, чем в 1960 году. Этот путч прошёл на фоне существенного обострения внутриполитического и экономического кризиса в стране.
Затяжная экономическая рецессия в стране, во многом связанная с прекращением субсидирования со стороны западных фондов, повлекла за собой уличные волнения и массовые демонстрации широких слоёв населения Турции, уровень благосостояния которых резко упал даже по сравнению с началом 1960-х годов, когда недовольство людей было также связано с экономическим фактором. Конец 1960-х годов в Турции прошёл в атмосфере фактически непрекращающегося идеологического и силового противостояния леворадикальных общественных движений студентов и рабочих с боевыми группировками исламистов и националистов. Многие левые гражданские активисты осуществляли регулярные налёты на финансовые учреждения страны, занимались похищением людей, в свою очередь, представители военизированной молодёжной группировки «Серые волки», основанной организатором путча 1960 года Алпарсланом Тюркешем, также прибегала к актам насилия и грабежа. На фоне усугубляющегося социального и политического кризиса Сулейман Демирель, переизбранный в 1969 году от Партии справедливости, вынужден был маневрировать, предлагая противоборствующим сторонам варианты компромисса, что также доставляло ему определённые затруднения, поскольку они систематически отвергались противниками. Возглавляемая им политическая сила со временем утрачивала большинство в меджлисе, что приводило к блокированию законодательного кризиса в стране и назреванию юридического хаоса.
В начале 1970 года число актов насилия существенно выросло. Университеты Турции фактически прекратили работать, поскольку революционно настроенные бригады, сформированные преимущественно из студентов среднего класса и из бедных слоёв населения, осуществляли регулярные нападения на банки и государственные ведомства, похищали сотрудников американских служб, угрожали произвести революционные изменения. В этих условиях турецкое военное руководство столкнулось с угрозой коммунизации Турции «снизу», что и послужило катализатором к активным антигосударственным действиям. Предпосылкой путча 1971 года также были осложнения в отношениях между СССР и США и очередным витком идеолого-политической борьбы между двумя системами за сферы влияния.
В то же время националистические бригады «Серых волков», набравшие силу во второй половине 1960-х годов, также приступили к агрессивным действиям, публично отвергая культурно-нравственные ценности кемализма, негативно отзываясь об Ататюрке и исповедуя реваншистские настроения, что провоцировало активное противодействие со стороны кемалистских общественных группировок. В начале 1971 года интенсифицировалось стачечное движение, что привело к продолжительным забастовкам и перерывам в деятельности большинства прибыльных промышленных предприятий в крупных индустриально развитых городах Турции. В частности, с начала января по начало марта 1971 года почти во всех значимых фабриках в стране остановился производственный процесс. Участились нападения на профессоров, поддерживающих государственную идеологию националистического исламизма. В это время на первый план вышла новая радикальная политическая сила — «Партия национального порядка», основанная 26 января 1970 года политическим и научным деятелем Неджметтином Эрбаканом, которая выступила с публичной критикой наследия Ататюрка Кемаля, что вызывало гнев и раздражение многих представителей военно-политической элиты страны. Между тем ПНП, открыто выражавшая в медийном пространстве крайний национализм, граничащий с неофашизмом, в середине 1970 года смогла привлечь в свои ряды сравнительно большое число сторонников, в основном тех, чьё материальное положение ухудшилось в связи с затянувшимся экономическим кризисом. Таким образом, созданная в начале 1970 года Партия национального порядка сослужила роль идеологического противовеса коммунистическим группам, влияние которых также возрастало. В это время правительство Демиреля, ослабленное продолжительным противостоянием между леворадикальными и праворадикальными силами, казалось парализованным и фактически расписалось в собственной неспособности подавить уличные акции протеста и студенческие волнения, а также нападения на загородные дома академических деятелей, которые идеологически поддерживали правящий режим. В этих условиях группировка военных решила вмешаться в политические процессы и восстановить порядок в стране.

## Ход переворота. Меморандум военных
12 марта 1971 года начальник Генерального штаба Турции Мемдух Таджмач вручил премьер-министру Сулейману Демирелю меморандум от имени вооружённых сил республики, который фактически означал ультиматум, невыполнение условий которого грозило премьеру серьёзными последствиями вплоть до утраты властных полномочий. В числе одного из ключевых требований, оговоренных в меморандуме, значилось формирование сильного правительства, вызывающего доверие широких народных масс в контексте демократических принципов, которое сможет остановить ситуацию усугубляющейся анархии и которое в своей деятельности будет руководствоваться взглядами Ататюрка и будет претворять в жизнь необходимые реформы в соответствии с духом конституции. В меморандуме также говорилось о том, что необходимо положить конец анархии, братоубийственной войне и социально-экономическому кризису, провоцирующему массовые беспорядки и брожения. В случае, если условия меморандума не будут исполнены, армия обязалась «воспользоваться своим конституционным правом» и перенять власть. Сулейман Демирель принял меморандум и отправился на совещание с представителями своего кабинета, однако после трёхчасового обсуждения ситуации премьер-министр отклонил предложенные условия. В результате отклонения меморандума Сулейман Демирель в этот же день был отстранён от власти.

## Мотивы переворота
Вероятно, на решение Демиреля отклонить меморандум повлияла позиция ветерана турецкой политики Исмета Инёню, который регулярно выступал категорически против любого, даже превентивного вмешательства военных в дела гражданского управления. Решение военных сил вмешаться в процесс управления было продиктовано прежде всего тем, что кемалистски настроенная армейская элита страны осознавала слабость Демиреля и его неспособность остановить процесс политического хаоса. Также составление меморандума было связано и с резким ростом агрессивного антикемализма среди исламистских националистов в конце 1960-х годов. С другой стороны, армейцы не хотели нести ответственность за возможные насильственные меры, которые правительство Демиреля могло бы принять в случае обуздания массовых беспорядков и непрекращающейся рабочей забастовки. В частности, силы правопорядка, подчинённые правительству, в июне 1970 года жёстко подавили массовую демонстрацию протеста стамбульских рабочих, что не понравилось военному руководству. Также военные силы страны в целом отрицательно относились и к возрастанию марксистского революционного движения. Ещё одним фактором влияния было то, что авторитетные военные деятели Турции считали, что важные социально-экономические реформы, намеченные после военного путча 1960 года, так и не были реализованы. Некоторая часть военных офицеров также были убеждёнными противниками демократической системы, искренне полагая, что в рамках либерального государственного устройства невозможен прогресс, а напротив, система авторитарного правления сможет обеспечить существование свободной и современной Турции на основе взаимоуважения и подлинного равноправия.
Самые разные политические группировки предвидели новый путч, но возлагали на него разные надежды. В частности, представители либерального крыла турецкой интеллигенции полагали, что после вмешательства военных в дела государства реформирование пойдёт по радикальному пути в соответствии с взглядами командира ВВС Турции Мухсина Батура, который принимал участие в подготовке меморандума. Батур позиционировал себя как сторонник идеологии организаторов государственного переворота 1960 года. Их надежды были разбиты, когда оказалось, что группировка военных взяла власть в том числе под воздействием коммунистической угрозы. Также возникли слухи по поводу того, что группа старших офицеров пошла на составление меморандума, чтобы предотвратить другой путч, готовившийся группой младших офицеров; такие предположения подтвердились после того, как часть офицерского состава ушла в отставку после событий 12 марта 1971 года.
Одной из главных целей, декларируемых путчистами, было «восстановление закона и порядка»; на практике это означало, что после вмешательства военных в государственные процессы начнутся преследования левого инакомыслия. Уже в день военного вмешательства генеральный прокурор Турции инициировал уголовное преследование Рабочей партии Турции, которая была обвинена в распространении коммунистической пропаганды и поддержке курдского сепаратизма. Также прокуратура республики приняла меры для закрытия всех групп, входивших в состав Революционной молодёжной федерации Турции (тур. Devrimci Gençlik), основанной в 1965 году, которая исповедовала идеологию марксизма-ленинизма. Эту федерацию прокуратора страны обвинила в разжигании студенческих волнений и срыве образовательного процесса. Вскоре после 12 марта органы правопорядка провели обыски в кабинетах преподавателей вузов, которые были заподозрены в симпатиях к марксизму, а также обыски в кабинетах студенческих объединений, которые нередко заканчивались конфискацией найденных материалов и задержанием членов этих объединений. Националистические организации, такие как «Сердца идеалистов» (радикальная молодёжная ветвь Партии Национального порядка), приступили к целенаправленным систематическим преследованиям коммунистических активистов при негласной поддержке новых властей.

## Формирование правительства Эрима
Военные, которые после смещения Демиреля сосредоточили в своих руках властные полномочия, не решились самостоятельно занять руководящие должности в стране во избежание проблем, с которыми столкнулась греческая хунта. У военных был выбор: править страной с помощью меджлиса, в котором большинство принадлежало партиям, исповедовавшим консервативные взгляды, или же сформировать «надпартийное» правительство, которое должно было взять на себя осуществление намеченных реформ, а сами военные предпочли бы роль «серых кардиналов». В итоге военный совет принял решение формировать гражданское правительство, во главе которого 19 марта 1971 года был поставлен профессор Измаил Нихат Эрим, представитель Партии справедливости. Также переворот поддержала наиболее консервативно настроенная часть Республиканской Народной партии, представители которой вошли в состав нового правительства. В частности, путч был поддержан Исметом Инёню, однако генеральный секретарь РНП Бюлент Эджевит выступил категорически против военного вмешательства и покинул должность. Смещённый Сулейман Демирель призвал свою партию смириться со сложившимся положением дел и не стал призывать своих сторонников к организации сопротивления. Нихат Эрим сформировал технический кабинет министров с целью претворения в жизнь тех социально-экономических реформ, которые были разработаны кемалистской военной элитой, организовавшей переворот. Его режим стремился соблюсти равновесие между противоборствующими сторонами — гражданской властью и военной элитой, что, в целом, удалось только на полтора года, после чего страну захлестнула новая волна насилия, инициатором которого стала Турецкая партия народного освобождения.

## Политические процессы. Акции протеста. Репрессии со стороны НРО
После 1971 года политическая деятельность на новом этапе активизировалась, однако все запланированные реформы фактически были отложены. В стране воцарилось относительное спокойствие, которое продлилось до 1973 года, когда новые волны насилия захлестнули турецкое общество. Турецкая партия народного освобождения приступила к организации нападений на банки и похищениям людей, которые так или иначе исповедовали идеологию исламистского национализма. По стране распространялись слухи, согласно которым в этих диверсиях были замешаны представители младшего офицерства. Для предотвращения подобного рода бандитских акций 27 апреля 1971 года в 11 илах из 67 была объявлено военное положение. Оно распространилось на крупные городские зоны и области, населённые преимущественно курдским населением. 17 мая 1971 года был похищен израильский консул, в результате чего правительственные структуры решили действовать активно, и сотни левых активистов, представителей студенческих организаций, профсоюзов, молодых академических деятелей, а также участники общественных групп, разделявших либерально-прогрессивные взгляды, были задержаны, подвергнуты пыткам; часть из них пропала бесследно. Консул Израиля был застрелен через несколько дней после того, как военные власти объявили дневной комендантский час по стране для обуздания новой волны анархического хаоса.
На протяжении последующих двух лет конфликт между противоборствующими группами продолжался, а военное положение объявлялось каждые два месяца. В этой ситуации главную роль начала играть Национальная разведывательная организация Турции, которая, предотвращая революционно-диверсионную деятельность общественных радикальных активистов, превратила Виллу Чивербей в место массовых пыток и оказания психологического воздействия на задержанных. Представители силовых структур Контргерильи (тур. Kontrgerilla), действовавших в рамках антисоветской операции «Гладио», участвовали в допросах задержанных левых активистов, а к процедуре дознания привлекались специалисты из ЦРУ, которые наводнили Турцию после переворота 1971 года. Несколько сотен представителей общественных организаций, проводивших массовые протесты и нападения на банки, были убиты или получили серьёзные ранения в результате деятельности НРО. Одной из жертв пыток был турецкий журналист, автор ряда независимых расследований, Угур Мумджу, который был арестован и подвергнут пыткам; по его словам, его мучители хвастались перед ним, что даже президент не может их трогать.
Ферит Мелен, который был мало известен турецкому обществу и не производил особого впечатления, занял премьерский пост в апреле 1972 года после расправ над левыми активистами. Вскоре он ушёл в отставку, не отметившись ничем особенным на этой должности, а после него должность главы правительства занял банкир и предприниматель Мехмет Наим Талу, чьей главной задачей было обеспечить порядок в стране до проведения выборов. К 1973 году режим, чья безопасность гарантировалась военными, фактически выполнил большинство своих политических и социально-экономических задач и взял ситуацию в страну под свой относительный контроль. В Конституцию были внесены изменения, которые усилили позиции государства против организаций общественных активистов, что вызвало некоторые протесты, но они быстро сошли на нет в связи с тем, что большинство организаторов протестных акций были либо репрессированы сотрудниками НРО, либо деморализованы.